# Glória (álbum)
Glória é o décimo álbum de estúdio da cantora cristã brasileira Fernanda Brum, lançado em 2010. O álbum vendeu mais de 150 mil cópias, sendo certificado como disco de platina duplo pela ABPD.
O disco agradou o público e recebeu avaliações positivas da mídia especializada. Graças ao trabalho, a cantora foi premiada no Troféu Promessas com o clipe de "Pavão Pavãozinho", uma das canções de trabalho do disco.
A maioria das músicas são composições da Brum, de seu marido e produtor musical, Emerson Pinheiro, da Alda Célia e do amigo Livingston Farias.

## Faixas
| N.º            | Título                                    | Compositor(es)                                      | Duração |  |
| 1.             | "A Tua Glória Faz"                        | Emerson Pinheiro                                    | 4:40    |  |
| 2.             | "Canta Minh'Alma"                         | Fernanda Brum, Emerson Pinheiro e Livingston Farias | 4:00    |  |
| 3.             | "Vem Sobre Mim"                           | Fernanda Brum                                       | 4:32    |  |
| 4.             | "Eu Quero Ir Além"                        | Fernanda Brum, Emerson Pinheiro e Livingston Farias | 4:44    |  |
| 5.             | "Enquanto Eu Chorava"                     | Fernanda Brum, Emerson Pinheiro e Livingston Farias | 4:40    |  |
| 6.             | "A Glória do Pai (part. Jairo Bonfim)"    | Fernanda Brum, Emerson Pinheiro e Livingston Farias | 4:09    |  |
| 7.             | "Máscaras"                                | Fernanda Brum                                       | 4:01    |  |
| 8.             | "Pavão Pavãozinho"                        | Livingston Farias                                   | 5:06    |  |
| 9.             | "A Visão da Glória"                       | Alda Célia                                          | 5:22    |  |
| 10.            | "Meu Melhor Amigo (part. Ludmila Ferber)" | Fernanda Brum, Emerson Pinheiro                     | 4:14    |  |
| 11.            | "No Sangue e no Fogo"                     | Fernanda Brum, Livingston Farias                    | 4:43    |  |
| 12.            | "Ninguém Vai me Segurar"                  | Fernanda Brum, Emerson Pinheiro                     | 3:33    |  |
| 13.            | "Serpentes no Deserto"                    | Fernanda Brum                                       | 3:33    |  |
| 14.            | "Um Dia Desses"                           | Fernanda Brum, Emerson Pinheiro e Livingston Farias | 3:08    |  |
| 15.            | "A Glória do Pai" (Faixa Bônus)           | Fernanda Brum, Emerson Pinheiro e Livingston Farias | 1:00    |  |
| Duração total: | Duração total:                            | Duração total:                                      | 1:09:19 |  |

| Críticas profissionais | Críticas profissionais |
| Avaliações da crítica  | Avaliações da crítica  |
| Fonte                  | Avaliação              |
| ---------------------- | ---------------------- |
| Super Gospel           | (favorável)            |
| O Propagador           | [ 5 ]                  |

## Prêmios e Indicações
Troféu Promessas
| Ano  | Categoria    | Trabalho         | Resultado |
| ---- | ------------ | ---------------- | --------- |
| 2011 | Melhor CD    | Glória           | Indicado  |
| 2011 | Melhor Clipe | Pavão Pavãozinho | Venceu    |

## Clipes
| Música           | Lançamento           |
| ---------------- | -------------------- |
| A Tua Glória Faz | 17 de agosto de 2010 |
| Pavão Pavãozinho | 9 de maio de 2011    |